# Auguste Haussmann
Pour les articles homonymes, voir Hausmann.
Jean-Michel Auguste Haussmann (Wintzenheim, 3 décembre 1815-Alger, 17 février 1874) est un homme d'affaires et diplomate français. 

## Biographie
Envoyé en Chine en 1844 par la Chambre de commerce de Mulhouse, il accompagne la mission de Théodore de Lagrené comme représentant des intérêts de l'industrie textile alsacienne. Embarqué à Brest sur l'Archimède de Camille Paris le 20 février 1844, il atteint Macao le 24 août après s'être arrêté à Santa Cruz, Tenerife, Gorée, Le Cap, l'île Bourbon, Ceylan, Pondichéry, Madras, Singapour et Manille. 
En 1845, il revient en Europe en passant par Manille, Batavia et Tourane et devient consul de France à Hanovre puis au Cap. 
Il est inhumé au cimetière du Père-Lachaise.
Petit-neveu de Nicolas Haussmann, il est le cousin du baron Georges Eugène Haussmann.

## Publications
- Canton et le commerce européen en Chine, Revue des Deux mondes, tome 16, 15 octobre 1846 (p. 298-340).
- Voyage en Chine, Cochinchine, Inde et Malaisie. 3 vol, 1848
  - Première partie. Voyage. Du Cap au nord de la Chine. Paris , Desessart, 1847.
  - Tome deuxième. Suite de la première partie. Voyage. Paris , G. Olivier, 1848.
  - Tome troisième. Deuxième partie. Commerce de la Chine. Paris , G. Olivier, 1848.
- L'isthme de Panama et la Californie, 1850
- Souvenirs du Cap de Bonne-Espérance, 1866